# 日枝丸
日枝丸（ひえまる）は、かつて日本郵船が保有していた貨客船である。氷川丸級の2番船として建造された。船名は日枝神社（東京都千代田区）に依る。
戦前はシアトル航路に就航した。第二次世界大戦における太平洋戦争では日本海軍に徴用され、特設潜水母艦として行動した。1943年（昭和18年）10月1日付で特設運送艦に指定される。11月17日、アメリカ海軍の潜水艦「ドラム」より魚雷攻撃を受けて沈没した。

## 船歴

### シアトル航路
日本郵船は北米シアトル航路を強化するため、1万1000トン級貨客船3隻の建造を決定し、浅間丸型「秩父丸」を建造中の横浜船渠は2隻の建造を受注した。これが「氷川丸」と「日枝丸」である。船橋には東京千代田区日枝神社を祀る。「氷川丸」、「日枝丸」、「秩父丸」は並んで同時に建造された。また氷川丸級3隻（氷川丸、日枝丸、平安丸）は頭文字『Ｈ』を持つ神社名（氷川神社、日枝神社、平安神宮）に由来している。
1930年（昭和5年）7月、横浜船渠で竣工。シアトル航路に就航した。同航路はグレート・ノーザン鉄道と日本郵船の提携により1896年（明治29年）開設された航路で、当時人口6000人だったシアトルは「ノーザングレート鉄道を父、NYK（日本郵船）を母」として目覚ましい発展を遂げ60万都市になった。
就航後、往行では生糸、日本茶、綿製品、玩具などを運び，復航は屑鉄、銅、亜鉛，ニッケル、牛皮、航空機用特殊木材などを運搬した。

### 爆破未遂事件
1938年（昭和13年）、支那事変の影響でアメリカやカナダの対日感情は悪化していた。同年1月20日シアトル港内に停泊していた「日枝丸」に爆破未遂事件が発生した。
港内の桟橋で他人の服を抱えた挙動不審な男を警察が職務質問したところ、「日枝丸」に爆弾を仕掛けるために海に入った主犯の男を待っている旨の供述をした。付近の海面を捜索した結果、主犯の男の水死体とダイナマイト300本と時限装置を設置した筏が見つかった。時限装置はなぜか予定時刻の30分前で止まっていた。低温の海で凍死していた主犯格の男は、カナダ ビクトリア在住の29歳大学講師であることが判明した。共犯の男は詳しい事情を知らず、共産主義者や中国機関による関与も疑われたが、結局背後関係は不明でその後も不安を抱えながらシアトル航路は維持された。

### 戦争
1941年（昭和16年）7月、ABCD包囲網に関連して連合国陣営（アメリカ合衆国、イギリス帝国、カナダなど）が対日資産凍結に踏み切ったためシアトル航路は8月の日米関係悪化から閉鎖・休止された。本船は9月から11月まで英印・東アフリカ・蘭印の在留邦人引き揚げのための特別航海についた。11月下旬、「日枝丸」と「高千穂丸」は相次いで神戸港に到着する。つづいて海軍に徴用され、太平洋戦争開戦直前の12月7日、マーシャル諸島のクェゼリン島に軍需物資を輸送した。
1942年（昭和17年）2月15日付で特設潜水母艦に定められ横須賀鎮守府所管となる。4月に特設潜水母艦への改装が終了し、第六艦隊隷下の第八潜水戦隊の母艦となった。1943年（昭和18年）7月にはインド洋上で、ドイツに向かう遣独潜水艦「伊8」に補給を行なった。

### 最期
1943年（昭和18年）10月1日、特設潜水母艦の定めを解かれ、特設運送船（雑用船）となる。横須賀鎮守府所管。
同時期、連合艦隊は第十四戦隊（那珂、五十鈴）司令官伊藤賢三少将を総指揮官とするＴ四号輸送部隊を編成した。中国に駐屯していた日本陸軍の第17師団（師団長酒井康陸軍中将）を、南東方面へ輸送する任務である。
第4駆逐隊司令杉浦嘉十大佐を指揮官とする第三輸送隊（野分、舞風、日枝丸、粟田丸）が編成された。
10月10日、第三輸送隊はトラック泊地を出発、10月17日上海に到着した。20日に出発してラバウルに向かうが、22日に宮古島北方海域において、「粟田丸」がアメリカ潜水艦「グレイバック」に撃沈される。生存者を救出後、第三輸送隊は目的地をトラック泊地へ変更し、30日に到着した。トラック泊地で丁四号輸送部隊の編成変更がおこなわれ、第三輸送隊（野分、舞風、山雲、日枝丸ほか2隻）となる。
11月3日、第三輸送隊はトラック泊地を出発したが、4日夕刻に敵潜水艦より雷撃を受けて「日枝丸」が魚雷の自爆で損傷、最大発揮速力12ノットとなる。その後もB-24に触接されたり、幾度か潜水艦らしきものと遭遇、トラック泊地に引き返した。
11月7日にトラック到着後、ふたたび輸送部隊の編成変更があった。南東方面部隊に編入された丁四号輸送部隊（舞風、野分、山雲、日枝丸）は、9日にトラック泊地を出発した。
11月12日、「日枝丸」はニューブリテン島のラバウルに到着して任務を終えた。同方面に進出した第十七師団は、第三水雷戦隊の駆逐艦による鼠輸送などによって各地に展開した。
「日枝丸」はマニラからラバウルに陸軍部隊を輸送した後、トラック島に向かっていた。11月17日昼前、アメリカ潜水艦「ドラム」に発見され、「ドラム」はラバウル北西300海里北緯01度48分 東経148度24分 / 北緯1.800度 東経148.400度で14時40分に4本の魚雷を発射、内1本が命中した。護衛の駆潜艇2隻が爆雷攻撃をおこなったが、「ドラム」は逃げ切った。
「日枝丸」は約4時間後に沈没したが、生存者は救援にかけつけた「名古屋丸」に収容される。乗船者全員が救助され、トラック島に上陸した。助かった乗員は軽空母「冲鷹」に便乗して内地に向かったが、同艦は12月3日から4日にかけてアメリカ潜水艦「セイルフィッシュ」の魚雷攻撃により沈没する。「日枝丸」乗組員21名中20名が戦死した。
1944年（昭和19年）1月5日、除籍・解傭。

## 艦長等
艦長
- 篠田清彦 大佐：1942年2月15日[36] - 1942年12月28日
- 有馬直 大佐：1942年12月28日[37] - 1943年8月16日
- 原田文一 大佐：1943年8月16日[38] - 1943年10月1日

指揮官
- 原田文一 大佐：1943年10月1日 - 1943年10月5日
- 富田賢四郎 大佐：1943年10月5日[39] - 1944年2月29日[40]